# Diversité bêta
La diversité bêta (diversité-β) est une mesure de la biodiversité qui consiste à comparer la diversité des espèces entre écosystèmes ou le long de gradients environnementaux. Cela suppose de comparer le nombre de taxons qui sont uniques à chacun des écosystèmes.
C'est le taux de variation en composition d'espèces dans l'ensemble des habitats ou parmi des communautés. Cela donne une mesure quantitative de la diversité des communautés des environnements changeants. 

## Indices
- Indice de similitude de Sørensen[1]

{\displaystyle \beta ={\frac {2c}{S_{1}+S_{2}}}}
Où, S1= le nombre total d'espèces enregistrées dans la première communauté, S2= le nombre total d'espèces enregistrées dans la deuxième communauté, et c= le nombre d'espèces communes aux deux communautés. L'indice de Sørensen est une mesure très simple de la biodiversité bêta, variant de 0 quand il n'y a pas d'espèces communes entre les deux communautés, à la valeur 1 lorsque les mêmes espèces existent dans les deux communautés.
- Mesure  Whittaker[2]

{\displaystyle \beta ={\frac {S}{\bar {\alpha }}}\ \ or\ \ \beta ={\frac {S}{\bar {\alpha }}}-1}
Où, S= le nombre total d'espèces enregistrées dans les deux communautés, {\displaystyle {\bar {\alpha }}}=moyenne du nombre d'espèces trouvées au sein des communautés.